# Nyköpings högre allmänna läroverk
Nyköpings högre allmänna läroverk var ett läroverk i Nyköping verksamt från 1858 till 1968.

## Historia
Nyköpings skola omnämns 1590, den omnämns senare som en trivialskola. Denna ombildades 1858 till ett elementarläroverk. År 1878  blev skolan Nyköpings högre allmänna läroverk. Skolan kommunaliserades 1966 och namnändrades då till Nicolaiskolan, varur sedan gymnasieskolan utbröts till Tessinskolan och Gripenskolan. Studentexamen gavs från 1865 till 1968 och realexamen från 1907 till 1968.

## Byggnaden

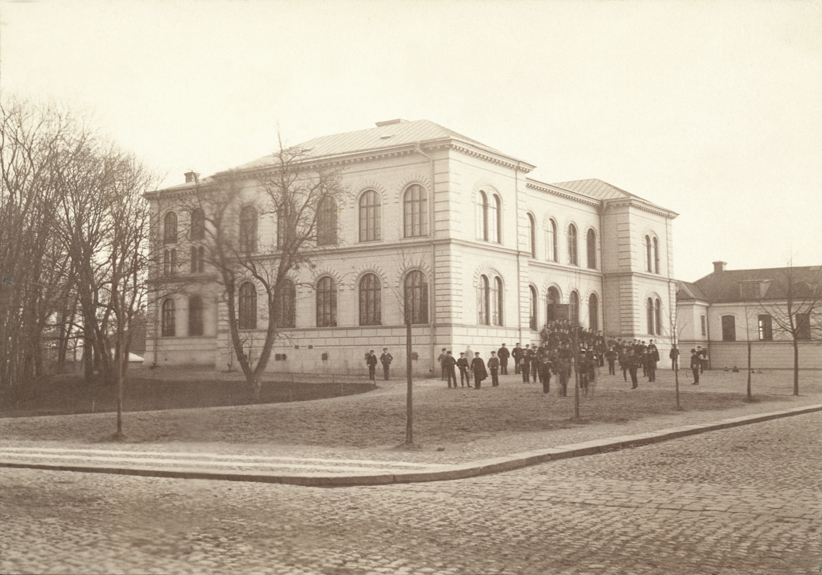
Byggnaden innan tredje våningen byggts till

Byggnaden invigdes 22 september 1880 och hade då två våningar. 1892 tillkom den tredje våningen. Arkitekter var bröderna Axel och Hjalmar Kumlien
Byggnaden används idag (2022) av Nicolaiskolan, en del av Nyköpings gymnasium.